# Bjälken (Ärla socken, Södermanland)
Bjälken är en sjö i Eskilstuna kommun i Södermanland och ingår i Nyköpingsåns huvudavrinningsområde. Sjön har en area på 0,391 kvadratkilometer och ligger 49,2 meter över havet. Sjön avvattnas av vattendraget Malmaån (Smedstorpsån).

## Delavrinningsområde
Bjälken ingår i det delavrinningsområde (656359-154719) som SMHI kallar för Inloppet i Björken. Medelhöjden är 64 meter över havet och ytan är 30,45 kvadratkilometer. Det finns inga avrinningsområden uppströms utan avrinningsområdet är högsta punkten. Malmaån (Smedstorpsån) som avvattnar avrinningsområdet har biflödesordning 3, vilket innebär att vattnet flödar genom totalt 3 vattendrag innan det når havet efter 89 kilometer. Avrinningsområdet består mestadels av skog (74 procent) och jordbruk (16 procent). Avrinningsområdet har 0,55 kvadratkilometer vattenytor vilket ger det en sjöprocent på 1,8 procent.